# Faqqua
Faqqua (àrab: فقوعة, Faqqūʿa) és una vila palestina de la governació de Jenin a Cisjordània al nord de la vall del Jordà, coneguda pels seus opuntia, situada al llarg de la Línia verda als marges del Guilboa. Segons el cens de l'Oficina Central Palestina d'Estadístiques (PCBS), Faqqua tenia 3.490 habitants en 2007, exclusivament musulmans.

## Història
La història del poble és bastant desconeguda, encara que existeixen nombroses troballes que revelen una presència romana o romana d'Orient. S'hi ha trobat monedes romanes i hi ha diversos llocs que es creu que són cementiris, així com restes d'antiga producció d'oli d'oliva. És possible trobar fragments de ceràmica antiga passejant per les oliveres circumdants.
En 1870 Victor Guérin va visitar el poble i va assenyalar que el poble donava nom a la serra. A més, ha assenyalat que el poble tenia uns 400 habitants, amb cases de pedra. Hi havia algunes cisternes antigues tallades a la roca, i alguns jardins envoltats per cactus.
En 1882 el Survey of Western Palestine del Fons per a l'Exploració de Palestina va descriure Fukua com "un poble gran a la part superior d'un esperó. Dona el seu nom al pic de Gilboa, que sovint es diu Jebel Fukua . Està envoltat d'oliveres i rep aigua de les cisternes a l'est i a l'oest del poble."
En el cens de Palestina de 1922, organitzat per les autoritats del Mandat Britànic, Faqu'a tenia 553 habitants, tots musulmans, que augmentaren en el cens de 1931 a 663; tots musulmans en un total de 153 llars.
En 1945 Faqqu'a tenia 880 musulmans, i la jurisdicció de la vila era de 30,179 dúnams de terra, segons un cens de terra i població. D'aquests, 1,131 dúnams eren usats per a plantacions i terra de rec, 8,440 dúnams per a cereals, mentre que 22 dúnams eren sòl edificat.

## Geografia
El poble està situat a la part més nord-est de Cisjordània, 11 km a l'est de la ciutat de Jenin, al costat de la Línia Verda. Faqqu'a es troba just sota la cresta del Guilboa, que els locals epònimament anomenen Jebel Faqqu'a, amb vista a la fèrtil Vall de Jizreel (Marj Ibn Amer en àrab), la ciutat de Jenin i altres pobles palestins.
La part més alta de la cresta, que es troba a la banda israeliana, és ara una àrea on la gent ve per anar d'excursió o per gaudir de la floració de les flors silvestres durant la primavera. La vista panoràmica des del cim és espectacular; el Guilboa s'eleva a una altura de 508 m sobre el nivell del mar, amb vistes de la vall de Jizreel a l'oest i fr la ciutat israeliana de Bet She'an i la Vall del Jordà a l'est. Els vilatans posseïen 36.000dúnams (36 km²) de terra abans de la guerra araboisraeliana de 1948. El poble en si es troba en un turó a uns 450 metres sobre el nivell del mar. L'àrea al voltant de Faqqu'a és en gran part rocosa, però hi ha terrasses, que el fan adequat per al conreu

## Economia

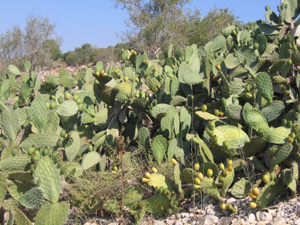
Opuntia.

### Aigua
Les condicions de l'aigua a Faqqu'a són similars als problemes observats en altres parts de Cisjordània. La situació ha empitjorat des de l'inici de la segona intifada, ja que el preu alt d'aigua i les dificultats econòmiques han agreujat l'escassetat d'aigua encara més. L'única font d'aigua de Faqqua és la d'Abu Ahed al poble de Deir Ghazaleh situat a uns 5 quilòmetres de distància. L'aigua es transporta a través de camions cisterna a causa de la manca d'una xarxa d'aigua.

### Mur de Cisjordània
El Mur de Cisjordània a l'àrea de Faqqu'a és un sistema de tanques que s'estén al llarg de la Línia verda, que travessa el poble. la construcció de la tanca, de la que al poble se'n va informar l'any 2003, es va completar dos anys més tard, i va donar com a resultat l'expropiació de 245 dúnams (0,245 km²) on hi creixien 350 oliveres, així com arbres de trèvol i de garrofa.

## Infraestructures

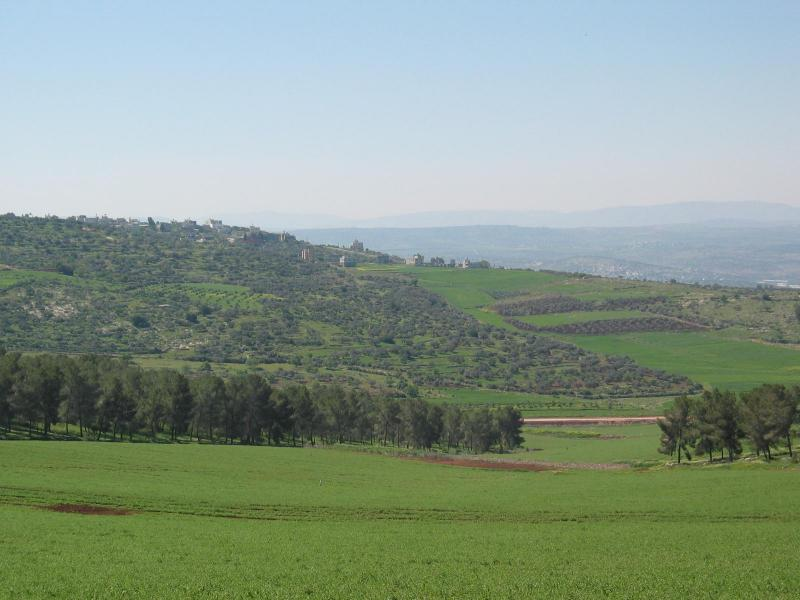
Vista al nord de Faqqu'a durant la primavera.

El poble es compon de diversos centenars d'edificis privats, majoritàriament de dos pisos, centrats en el cim d'un turó. Una carretera asfaltada, des del peu del turó, torça al turó a una intersecció on els residents fan cua per arribar a la ciutat en taxi. No hi ha xarxa de transport públic, de manera que els residents depenen dels taxis-furgonetes que circulen entre el poble i Jenin. El trajecte dura uns 10 minuts, però pot durar fins a 50 minuts quan els llocs de control i els bloqueigs de carreteres ho forcen, tot i que aquest escenari és cada volta més freqüent a conseqüència del desmantellament en 2005 de Ganim i Kadim en pla de retirada unilateral israeliana